# Darja Biłodid
Darja Hennadijiwna Biłodid (ukr. Дар'я Геннадіївна Білодід; ur. 10 października 2000 r. w Kijowie) – ukraińska judoczka, brązowa medalistka igrzysk olimpijskich w Tokio, dwukrotna mistrzyni świata, dwukrotna mistrzyni Europy, złota medalistka igrzysk europejskich.
Jej ojcem jest Hennadij Biłodid.